# Deltaedru

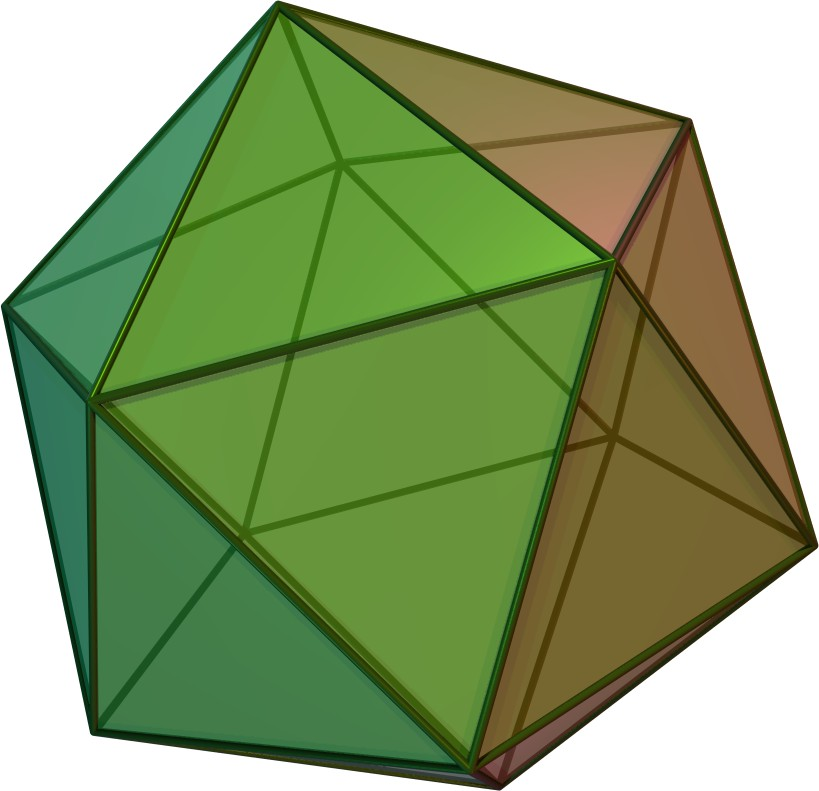
Cel mai mare deltaedru strict convex este icosaedrul regulat

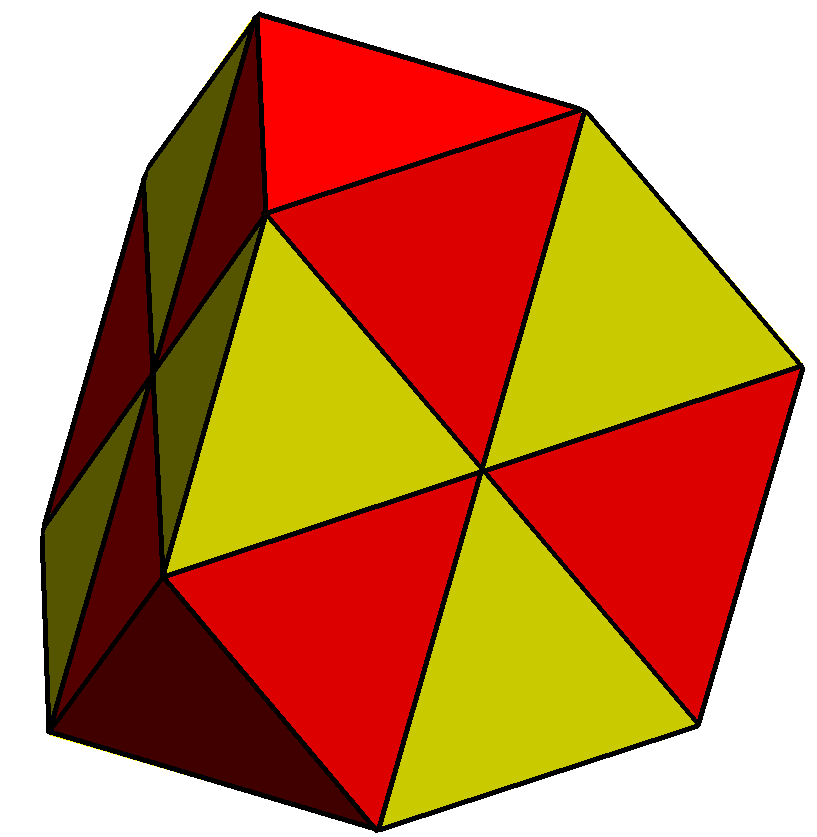
Acesta este un tetraedru trunchiat cu hexagoanele subdivizate în triunghiuri. Această figură nu este un deltaedru strict convex deoarece fețele coplanare nu sunt permise de definiție.

În geometrie un deltaedru este un poliedru ale cărui fețe sunt toate triunghiuri echilaterale. Numele este preluat din litera majusculă delta din alfabetul grec, (Δ), care are forma unui triunghi echilateral. Există infinit de multe deltaedre, toate având un număr par de fețe conform lemei care afirmă că orice graf are un număr par de noduri impare. Dintre acestea doar opt sunt convexe, având 4, 6, 8, 10, 12, 14, 16 și 20 de fețe. Numărul de fețe, laturi și vârfuri este dat mai jos pentru fiecare dintre cele opt deltaedre convexe.

## Cele opt deltaedre convexe
Există doar opt deltaedre strict convexe: trei sunt poliedre regulate, iar cinci sunt poliedre Johnson. Cele trei poliedre regulate convexe sunt poliedre platonice.
| Deltaedre regulate | Deltaedre regulate                 | Deltaedre regulate | Deltaedre regulate | Deltaedre regulate | Deltaedre regulate        | Deltaedre regulate |
| Imagine            | Nume                               | Fețe               | Laturi             | Vârfuri            | Configurațiile vârfurilor | Grup de simetrie   |
| ------------------ | ---------------------------------- | ------------------ | ------------------ | ------------------ | ------------------------- | ------------------ |
|                    | tetraedru                          | 4                  | 6                  | 4                  | 4 × 33                    | Td, [3,3]          |
|                    | octaedru                           | 8                  | 12                 | 6                  | 6 × 34                    | Oh, [4,3]          |
|                    | icosaedru                          | 20                 | 30                 | 12                 | 12 × 35                   | Ih, [5,3]          |
| Deltaedre Johnson  |                                    |                    |                    |                    |                           |                    |
| Imagine            | Nume                               | Fețe               | Laturi             | Vârfuri            | Configurațiile vârfurilor | Grup de simetrie   |
|                    | bipiramidă triunghiulară           | 6                  | 9                  | 5                  | 2 × 33 3 × 34             | D3h, [3,2]         |
|                    | bipiramidă pentagonală             | 10                 | 15                 | 7                  | 5 × 34 2 × 35             | D5h, [5,2]         |
|                    | bisfenoid snub                     | 12                 | 18                 | 8                  | 4 × 34 4 × 35             | D2d, [2,2]         |
|                    | prismă triunghiulară triaugmentată | 14                 | 21                 | 9                  | 3 × 34 6 × 35             | D3h, [3,2]         |
|                    | bipiramidă pătrată giroalungită    | 16                 | 24                 | 10                 | 2 × 34 8 × 35             | D4d, [4,2]         |

În deltaedrul cu 6 fețe, unele vârfuri au gradul 3 și unele gradul 4. În deltaedrele cu 10, 12, 14 și 16 fețe, unele vârfuri au gradul 4 și unele gradul 5. Aceste cinci deltaedre neregulate aparțin clasei poliedrelor Johnson: poliedre convexe cu fețe poligonale regulate.
Deltaedrele își păstrează forma chiar dacă laturile sunt libere să se rotească în jurul vârfurilor lor, astfel încât unghiurile dintre laturi să fie fluide. Nu toate poliedrele au această proprietate: de exemplu, dacă se relaxează unele dintre unghiurile unui cub, cubul poate fi deformat într-o prismă pătrată oblică.
Nu există vreun deltaedru convex cu 18 fețe. Totuși, un icosaedru cu laturile contractate oferă un exemplu de octadecaedru care poate fi fie convex cu 18 fețe triunghiulare neregulate, fie realizat cu triunghiuri echilaterale, însă cu două seturi coplanare de trei triunghiuri.

## Cazuri care nu sunt strict convexe
Există infinit de multe cazuri cu triunghiuri coplanare, permițând secțiuni ale pavărilor triunghiulare infinite. Dacă seturile de triunghiuri coplanare sunt considerate o singură față, se poate considera un set mai mic de fețe, laturi și vârfuri. Fețele triunghiulare coplanare pot fi îmbinate în fețe rombice, trapezoidale, hexagonale sau alte fețe poligonale echilaterale. Fiecare față trebuie să fie un polimino de triunghiuri convex, cum ar fi , , , , , ,  și , ...
Câteva exemple mai mici:
| Imagine | Nume                                                       | Fețe | Laturi | Vârfuri | Configurațiile vârfurilor    | Grup de simetrie |
| ------- | ---------------------------------------------------------- | ---- | ------ | ------- | ---------------------------- | ---------------- |
|         | Octaedru augmentat Augmentare 1 tetr. + 1 octa.            | 10   | 15     | 7       | 1 × 33 3 × 34 3 × 35 0 × 36  | C3v, [3]         |
| 4 3     | Octaedru augmentat Augmentare 1 tetr. + 1 octa.            | 12   |        | 7       | 1 × 33 3 × 34 3 × 35 0 × 36  | C3v, [3]         |
|         | Trapezoedru trigonal Augmentare 2 tetr. + 1 octa.          | 12   | 18     | 8       | 2 × 33 0 × 34 6 × 35 0 × 36  | C3v, [3]         |
| 6       | Trapezoedru trigonal Augmentare 2 tetr. + 1 octa.          | 12   |        | 8       | 2 × 33 0 × 34 6 × 35 0 × 36  | C3v, [3]         |
|         | Augmentare 2 tetr. + 1 octa.                               | 12   | 18     | 8       | 2 × 33 1 × 34 4 × 35 1 × 36  | C2v, [2]         |
| 2       | Augmentare 2 tetr. + 1 octa.                               | 11   | 7      |         | 2 × 33 1 × 34 4 × 35 1 × 36  | C2v, [2]         |
|         | Trunchi triunghiular Augmentare 3 tetr. + 1 octa.          | 14   | 21     | 9       | 3 × 33 0 × 34 3 × 35 3 × 36  | C3v, [3]         |
| 1 3 1   | Trunchi triunghiular Augmentare 3 tetr. + 1 octa.          | 9    | 6      |         | 3 × 33 0 × 34 3 × 35 3 × 36  | C3v, [3]         |
|         | Octaedru alungit Augmentare 2 tetr. + 2 octa.              | 16   | 24     | 10      | 0 × 33 4 × 34 4 × 35 2 × 36  | D2h, [2,2]       |
| 4       | Octaedru alungit Augmentare 2 tetr. + 2 octa.              | 12   | 6      |         | 0 × 33 4 × 34 4 × 35 2 × 36  | D2h, [2,2]       |
|         | Tetraedru Augmentare 4 tetr. + 1 octa.                     | 16   | 24     | 10      | 4 × 33 0 × 34 0 × 35 6 × 36  | Td, [3,3]        |
| 4       | Tetraedru Augmentare 4 tetr. + 1 octa.                     | 6    | 4      |         | 4 × 33 0 × 34 0 × 35 6 × 36  | Td, [3,3]        |
|         | Augmentare 3 tetr. + 2 octa.                               | 18   | 27     | 11      | 1 × 33 2 × 34 5 × 35 3 × 36  | D2h, [2,2]       |
| 2 1 2   | Augmentare 3 tetr. + 2 octa.                               | 14   | 9      |         | 1 × 33 2 × 34 5 × 35 3 × 36  | D2h, [2,2]       |
|         | Icosaedru cu fețe contractate                              | 18   | 27     | 11      | 0 × 33 2 × 34 8 × 35 1 × 36  | C2v, [2]         |
| 12 2    | Icosaedru cu fețe contractate                              | 22   | 10     |         | 0 × 33 2 × 34 8 × 35 1 × 36  | C2v, [2]         |
|         | Bitrunchi triunghiular Augmentare 6 tetr. + 2 octa.        | 20   | 30     | 12      | 0 × 33 3 × 34 6 × 35 3 × 36  | D3h, [3,2]       |
| 2 6     | Bitrunchi triunghiular Augmentare 6 tetr. + 2 octa.        | 15   | 9      |         | 0 × 33 3 × 34 6 × 35 3 × 36  | D3h, [3,2]       |
|         | Cupolă triunghiulară Augmentare 4 tetr. + 3 octa.          | 22   | 33     | 13      | 0 × 33 3 × 34 6 × 35 4 × 36  | C3v, [3]         |
| 3 1     | Cupolă triunghiulară Augmentare 4 tetr. + 3 octa.          | 15   | 9      |         | 0 × 33 3 × 34 6 × 35 4 × 36  | C3v, [3]         |
|         | Bipiramidă triunghiulară Augmentare 8 tetr. + 2 octa.      | 24   | 36     | 14      | 2 × 33 3 × 34 0 × 35 9 × 36  | D3h, [3]         |
| 6       | Bipiramidă triunghiulară Augmentare 8 tetr. + 2 octa.      | 9    | 5      |         | 2 × 33 3 × 34 0 × 35 9 × 36  | D3h, [3]         |
|         | Antiprismă hexagonală                                      | 24   | 36     | 14      | 0 × 33 0 × 34 12 × 35 2 × 36 | D6d, [12,2+]     |
| 12 2    | Antiprismă hexagonală                                      | 24   | 12     |         | 0 × 33 0 × 34 12 × 35 2 × 36 | D6d, [12,2+]     |
|         | Tetraedru trunchiat Augmentare 6 tetr. + 4 octa.           | 28   | 42     | 16      | 0 × 33 0 × 34 12 × 35 4 × 36 | Td, [3,3]        |
| 4       | Tetraedru trunchiat Augmentare 6 tetr. + 4 octa.           | 18   | 12     |         | 0 × 33 0 × 34 12 × 35 4 × 36 | Td, [3,3]        |
|         | Cuboctaedru tetrakis Octaedru Augmentare 8 tetr. + 6 octa. | 32   | 48     | 18      | 0 × 33 12 × 34 0 × 35 6 × 36 | Oh, [4,3]        |
| 8       | Cuboctaedru tetrakis Octaedru Augmentare 8 tetr. + 6 octa. | 12   | 6      |         | 0 × 33 12 × 34 0 × 35 6 × 36 | Oh, [4,3]        |

## Forme neconvexe
Există un număr infinit de forme neconvexe.
Câteva exemple de deltaedre cu fețe autointersectate:

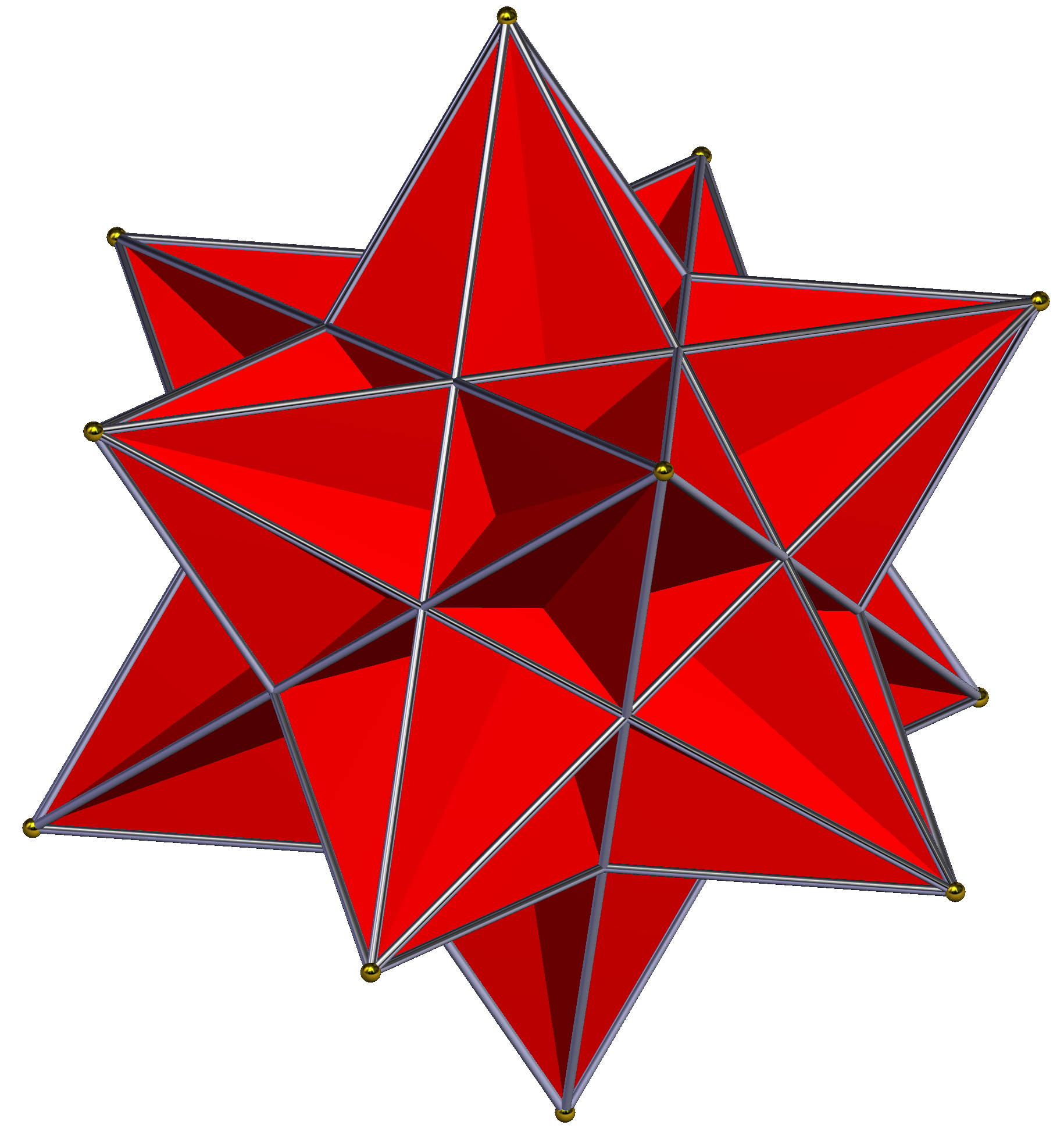
Marele icosaedru

- Marele icosaedru - un poliedru Kepler–Poinsot cu 20 de triunghiuri care se intersectează.

Alte deltaedre neconvexe pot fi generate prin adăugarea de piramide echilaterale pe fețele tuturor celor 5 poliedre platonice:
|                   |                   |                                     |                     |                   |
| tetraedru triakis | hexaedru tetrakis | octaedru triakis (stella octangula) | dodecaedru pentakis | icosaedru triakis |
| 12 triunghiuri    | 24 triunghiuri    | 24 triunghiuri                      | 60 triunghiuri      | 60 triunghiuri    |

Alte augmentări ale tetraedrului:
|               |                |                |
| 8 triunghiuri | 10 triunghiuri | 12 triunghiuri |

De asemenea, prin adăugarea pe fețe a unor piramide inversate:
- Dodecaedru excavat

| Dodecaedru excavat | Un deltaedru toroidal |
| 60 triunghiuri     | 48 triunghiuri        |